# Atenção primária à saúde
A atenção primária à saúde (APS), também denominada cuidados de saúde primários (em Portugal), é o componente dos sistemas de saúde destinado a prestar serviços essenciais de saúde para toda a população, sem distinção de raça, idade, patologia presente etc. Em 1978, através da Declaração de Alma-Ata, a Organização Mundial de Saúde (OMS) publicou uma definição de APS que se popularizou. Em 1981, apontou-a como uma das estratégias necessárias para alcançar o objetivo Health For All (em português: "Saúde Para Todos") até o ano 2000.

## Histórico
Um marco inicial fundamental sobre o surgimento da "atenção primária" é o Relatório Dawson de 1920,  encomendado pelo governo britânico para propor uma organização mais coerente e abrangente dos serviços de saúde. Este relatório sugeriu um sistema regionalizado e hierarquizado, com "centros de saúde primários" como porta de entrada, oferecendo cuidados curativos e preventivos por médicos generalistas, apoiados por "centros secundários" com especialistas e "hospitais-escola" para casos raros e específicos. Apesar de ter sido rejeitado pelo governo quando foi publicado, o Relatório Dawson foi resgatado após a criação do sistema de saúde inglês, o National Health Service (NHS).
A Organização Mundial da Saúde (OMS), fundada em 1946, concentrou esforços no controle de doenças específicas, especialmente em países em desenvolvimento, através de campanhas verticais. Contudo, já na década de 1950, reconheceu-se que a sustentabilidade dessas ações dependia do fortalecimento dos serviços de saúde locais. Nas décadas seguintes, cresceu a insatisfação global com os sistemas de saúde existentes, marcados por cobertura insuficiente, desigualdades, custos crescentes e incapacidade de atender às necessidades da população de forma eficaz.
Um relatório da OMS de 1973 marcou uma mudança de estratégia, recomendando o apoio ao fortalecimento dos sistemas nacionais de saúde em vez de focar apenas em projetos assistenciais específicos. Posteriormente, um estudo conjunto da OMS e do UNICEF em 1975 analisou experiências inovadoras em países em desenvolvimento, concluindo que modelos ocidentais eram frequentemente inadequados e financeiramente inviáveis para essas realidades. O estudo identificou que o sucesso na melhoria da saúde populacional, mesmo com recursos limitados, estava associado à reorientação dos serviços para um foco preventivo-curativo, priorização de áreas vulneráveis, integração de ações, participação comunitária e consideração dos determinantes socioeconômicos da saúde.

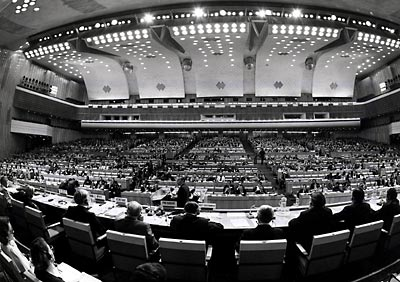
Conferência Internacional sobre Cuidados Primários de Saúde, realizada em Alma-Ata em 1978.

Esses estudos e debates culminaram na "Conferência Internacional sobre Cuidados Primários de Saúde", realizada em Alma-Ata em 1978, organizada pela OMS e UNICEF. A Declaração de Alma-Ata, resultante dessa conferência, tornou-se a principal referência para a APS, definindo-a como cuidados essenciais de saúde, baseados em métodos e tecnologias práticas, cientificamente bem fundamentadas e socialmente aceitáveis, universalmente acessíveis a indivíduos e famílias na comunidade, através de sua plena participação e a um custo que a comunidade e o país podem arcar. Enfatizou a necessidade de abordar os principais problemas de saúde da comunidade, provendo serviços promotores, preventivos, curativos e reabilitadores, integrando a saúde ao desenvolvimento socioeconômico geral.

## Definição
A "atenção primária em saúde" foi definida pela Organização Mundial da Saúde em 12 de setembro de 1978 para atingir em todos os países um nível de bem-estar físico, mental e social dos indivíduos e as comunidades como:
"Atenção essencial à saúde baseada em tecnologia e métodos práticos, cientificamente comprovados e socialmente aceitáveis, tornados universalmente acessíveis a indivíduos e famílias na comunidade por meios aceitáveis para eles e a um custo que tanto a comunidade como o país possa arcar em cada estágio de seu desenvolvimento, um espírito de autoconfiança e autodeterminação. É parte integral do sistema de saúde do país, do qual é função central, sendo o enfoque principal do desenvolvimento social e econômico global da comunidade. É o primeiro nível de contato dos indivíduos, da família e da comunidade com o sistema nacional de saúde, levando a atenção à saúde o mais próximo possível do local onde as pessoas vivem e trabalham, constituindo o primeiro elemento de um processo de atenção continuada à saúde."— (Declaração de Alma-Ata, 1978)
De acordo com Barbara Starfield, as principais características da atenção primária à saúde (APS) são:
- Constituir a porta de entrada do serviço — espera-se da APS que seja mais acessível à população, em todos os sentidos, e que com isso seja o primeiro recurso a ser buscado. Dessa forma, a autora fala que a APS é o Primeiro Contato da medicina com o paciente.
- Continuidade do cuidado — a pessoa atendida mantém seu vínculo com o serviço ao longo do tempo, de forma que quando uma nova demanda surge esta seja atendida de forma mais eficiente; essa característica também é chamada de "longitudinalidade".
- Integralidade — o nível primário é responsável por todos os problemas de saúde; ainda que parte deles seja encaminhado a equipes de nível secundário ou terciário, o serviço de Atenção Primária continua co-responsável. Além do vínculo com outros serviços de saúde, os serviços do nível primário podem lançar mão de visitas domiciliares, reuniões com a comunidade e ações intersetoriais. Nessa característica, a Integralidade também significa a abrangência ou ampliação do conceito de saúde, não se limitando ao corpo puramente biológico.
- Coordenação do cuidado — mesmo quando parte substancial do cuidado à saúde de uma pessoa for realizado em outros níveis de atendimento, o nível primário tem a incumbência de organizar, coordenar e/ou integrar esses cuidados, já que freqüentemente são realizados por profissionais de áreas diferentes ou terceiros, e que portanto têm pouco diálogo entre si.[7]

## No Brasil
No Brasil, a Portaria Nº 648 GM/2006, que aprova a Política Nacional de Atenção Básica, estabelecendo a revisão de diretrizes e normas para a organização da Atenção Básica para o Programa Saúde da Família (PSF) e o Programa de Agentes Comunitários de Saúde (PACS), define Atenção Básica como:
"um conjunto de ações de saúde, no âmbito individual e coletivo, que abrangem a promoção e a proteção da saúde, a prevenção de agravos, o diagnóstico, o tratamento, a reabilitação e a manutenção da saúde. É desenvolvida por meio do exercício de práticas gerenciais e sanitárias democráticas e participativas, sob forma de trabalho em equipe, dirigidas a populações de territórios bem delimitados, pelas quais assume a responsabilidade sanitária, considerando a dinamicidade existente no território em que vivem essas populações. Utiliza tecnologias de elevada complexidade e baixa densidade, que devem resolver os problemas de saúde de maior freqüência e relevância em seu território. É o contato preferencial dos usuários com os sistemas de saúde. Orienta-se pelos princípios da universalidade, da acessibilidade e da coordenação do cuidado, do vínculo e continuidade, da integralidade, da responsabilização, da humanização, da equidade e da participação social."— (Brasil, 2006)
Vários estudos observaram que a orientação dos sistemas nacionais de saúde pelos princípios da atenção primária está associada a melhores resultados. Em 2005 a Organização Pan-Americana de Saúde (com a participação de ministros de todos os países membros), reafirmou que "basear os sistemas de saúde na APS é a melhor abordagem para produzir melhoras sustentáveis e eqüitativas na saúde das populações das Américas".